# Viridrillia cervina
Viridrillia cervina é uma espécie de gastrópode do gênero Viridrillia, pertencente a família Pseudomelatomidae.